# Sam Nujoma
Samuel Shafiishuna Daniel Nujoma  (/nuːˈjoʊmə/; n. 12 mai 1929, Ongandjera⁠(d), Regiunea Omusati, Namibia – d. 8 februarie 2025, Windhoek, Namibia) a fost primul președinte al Namibiei.
A primit mai multe premii, printre care: Premiul Lenin pentru Pace, Premiul Indira Gandhi⁠(d) și titlul de Părinte al Națiunii.